# Hambre (novela)
Hambre (Sult en noruego) es una novela escrita por el Premio Nobel noruego Knut Hamsun en 1890. La obra ha sido aclamada y considerada la primera novela moderna escandinava, como también un ejemplo sobresaliente de la novela psicológica. Tras haber publicado El enigmático en 1877, es con esta obra que el autor consolida su estilo, plasmando en su protagonista un alto grado de inestabilidad emocional, similar a la que Kafka (quien señaló a Hamsun como referente) demuestra en sus obras. La historia corresponde a un relato en primera persona, en donde el personaje ficticio, de nombre desconocido, narra la miseria en la cual se encuentra sumergido debido a la carencia de un trabajo estable, sumado a la difícil situación que se vive en la ciudad de Cristianía del siglo XIX. Fundamentalmente, se aborda el tema de la irracionalidad de la mente humana, de manera intrigante y a veces humorística.